# Ваксман, Франц
Франц Ваксман (англ. Franz Waxman, орфография фамилии при рождении — нем. Wachsmann; 24 декабря 1906 — 24 февраля 1967) — американский композитор. Известен как автор музыки к голливудским фильмам, в том числе «Невеста Франкенштейна», «Ребекка», «Бульвар Сансет», «Место под солнцем», «Сталаг-17», «Окно во двор», «Пейтон-Плейс», «История монахини» и «Тарас Бульба». Удостоен премии «Оскар» за музыку к фильмам «Бульвар Сансет» и «Место под солнцем». За фильм «Тарас Бульба» удостоен премии «Золотой глобус».
Ваксман — автор многих музыкальных произведений, среди них «Оратория Джошуа» (1959) и «Песня Терезина» (1965). В основе этих произведений лежит поэзия, написанная детьми в концентрационном лагере Терезиенштадт во время Второй мировой войны.
В 1947 году Ваксман стал основоположником музыкального фестиваля в Лос-Анджелесе. При участии его коллег-композиторов Западного побережья он представил несколько премьер.

## Биография

### Детство и юность (1906—1934)
Родился в городе Кёнигсхютте (Силезия), в прусской провинции Германской империи (ныне Польша), в еврейской семье. В возрасте трёх лет получил серьезную травму: ему обожгло глаза кипящей водой, что навсегда испортило его зрение.
В шестнадцать лет поступил в Дрезденскую музыкальную академию, где изучал композицию и дирижирование. Жил на деньги, которые он зарабатывал, играя популярную музыку. Благодаря этим заработкам он смог закончить учёбу.
Работая пианистом с танцевальной группой Weintraub Syncopators (Штефан Вайнтрауб), познакомился с Фридрихом Холландером, который и представил Ваксмана выдающемуся дирижеру Бруно Вальтеру.
Работая как музыкант в немецкой киноиндустрии, исполнил музыкальную партитуру в фильме «Голубой ангел» (1930). Его первая драматическая музыкальная композиция прозвучала в фильме «Лилиом» (1934). В том же году подвергся жестокому избиению нацистскими сторонниками в Берлине, что заставило его покинуть Германию и переехать с женой в Париж, а вскоре после этого — в Голливуд.

### Киномузыка и музыкальный фестиваль в Лос-Анджелесе (1935—1949)
В Голливуде Ваксман познакомился с Джеймсом Уэйлом, который был очень впечатлён музыкой Ваксмана в фильме «Лилиома». Ошеломительный успех написанной им музыки для фильма «Невеста Франкенштейна» (1935) привёл к назначению молодого композитора на должность музыкального руководителя Universal Studios.
Ваксмана, однако, больше интересовало сочинение музыки, а не музыкального сопровождения для кино, и в 1936 году он ушёл из Universal в Metro-Goldwyn-Mayer, где работал композитором.
В течение следующих нескольких лет Ваксманом были написаны музыкальные сопровождения для ряда кинокартин, однако известность к нему пришла за музыку к фильму «Ребекка» (1940) кинорежиссера Альфреда Хичкока. Ваксмана неоднократно приглашали к работе над фильмами ужасов или в приключенческих картинах, но всё же именно «Ребекка» для Ваксмана стала кульминацией жанрового кино. Ребекка была первым голливудским фильмом Хичкока в рамках его контракта с Дэвидом О. Селзником, симфоническое музыкальное сопровождение в которых впервые было поручено Ваксману.
Селзник финансировал фильм «Ребекка» в то же время, когда проходили съёмки и «Унесённых ветром». Как выразился Джек Салливан, музыкальное сопровождение Ваксмана к фильму «Ребекка» — мистическое, неземное — буквально погружает в глубины подсознания.
В 1943 году Ваксман покинул MGM и перешёл работать в Warner Bros. Здесь он работал вместе с такими великими композиторами кино, как Макс Стайнер и Эрих Вольфганг Корнгольд. В течение этого периода им была написана музыка к фильмам «Мистер Скеффингтон» (1944) и «Цель — Бирма» (1945). Музыкальное сопровождение к кульминационной сцене фильма «Цель — Бирма» получилось в форме фуги, впоследствии этот приём стал одной из визитных карточек Ваксмана — например, таких картин, как «Дух Сент-Луиса» (1957) и «Тарас Бульба» (1962).
В 1947 году Ваксман основал музыкальный фестиваль в Лос-Анджелесе, в котором до конца своих дней он был и дирижёром, и музыкальным директором. По словам Тони Томаса, цель Ваксмана при создании этого фестиваля была в том, чтобы привить процветающему городу «европейские культурные стандарты».
Помимо исполнения произведений великих мастеров (Стравинского, например), он также сотрудничал со своими коллегами, такими как Миклош Рожа, дирижируя в скрипичных концертах.

### Послевоенные годы (1947—1959)
Сотрудничество с Warner Brothers продлилось недолго, уже к 1947 году Ваксман покинул Warner Brothers. Став независимым кинокомпозитором, он работал только с тем, что было интересно ему, с большим желанием, нежели в студии.
Музыкальное сопровождение, написанное Ваксманом к фильму «Извините, ошиблись номером» (1948), благодаря использованию в нем пассакалии, было оценено очень высоко. Здесь Ваксманом искусно были использованы нетипичные музыкальные формы в фильме. Ранее Ваксман использовал классические формы: кульминационная «творческая» реплика из «Невесты Франкенштейна» (1935) (как утверждает Кристофер Палмер) «на самом деле является действием одной ноты».
Первую премию Оскар, Ваксман получил за работу в фильме «Бульвар Сансет» (1950). Музыкальное сопровождение было динамичное и мощное, с использованием различных технических методов, что подчеркнуло безумие Нормы Десмонд. Были использованы низкие пульсирующие ноты (впервые прозвучавшие в «Невесте Франкенштейна») и частые трели. Согласно словам Мервина Кука, опера «Саломея» Рихарда Штрауса вдохновила Ваксмана написать те дикие трели, которые слышны во время безумного финального выступления Десмонд.
Вторую премию «Оскар», Ваксман получил за фильм «Место на солнцем» (1951). Начало 1950-х годов, было ознаменовано присуждением музыкальных премий в кинематографе. Эта декада стала для Ваксмана тем временем, когда он начал писать серьезные музыкальные работы для концертов. Симфониетта для струнного оркестра и литавры прозвучала в 1955 году. В 1959 году, Ваксманом была завершена оратория «Иисус Навин», сочиненная в память о покойной супруге. Активное влияние иврита и широкое использование образов, ярко продемонстрировало композиторские способности Ваксмана

### Поздний период (1960—1967)
В последние годы жизни Ваксмана, его карьера композитора стремительно развивалась. Кристофер Палмер пишет:
На момент своей смерти в 1967 году Ваксман был в расцвете сил
.
В 1960-х годах, работы Ваксмана, были, пожалуй, более сдержанными, чем в предыдущие, несмотря на это, в 1962 году он написал музыку к фильму «Тарас Бульба». В 1966 году Ваксман работал над несколькими телевизионными шоу, в том числе над телесериалом «Дымок из ствола».
В основу оратории «Песнь Терезина» (1965), легли стихи, написанные детьми в Терезинском гетто.
Возможно, причиной такой глубокой духовной связи Ваксмана с этой темой, стало то, что на улицах Берлина, в 1934 году, он сам столкнулся с нацизмом, но какой бы ни была причина глубокой приверженности Ваксмана этой теме, «Песнь Терезина» стала образцовым произведением жизни композитора. Музыкальное произведение написано для смешанного, детского хора, солистов сопрано и оркестра.
В феврале 1967 года, спустя два месяца после его шестидесятилетия, Ваксман умер от рака. Так и завершилась его карьера.
В наследие им было оставлено более 150 фильмов и множество коллекционных концертных работ.

### Наследие
Записи некоторых музыкальных произведений Ваксмана продавались на пластинках и компактных дисках. Чарльз Герхардт и Национальный филармонический оркестр сыграли основные моменты из различных партитур Ваксмана для RCA Records в начале 1970-х годов, в которых использовали звуковоспроизведения Dolby. Музыка для «Тараса Бульбы» была записана Пражским Филармоническим Оркестром.
По мнению американского института кинематографии, музыкальное сопровождение Ваксмана в фильме «Бульвар Сансет» заняло 16 место в списке «лучшая музыка в американских фильмах за 100 лет». За музыкальное сопровождение номинантами стали следующие фильмы:
- «Невеста Франкенштейна» (1935)
- «Доктор Джекилл и мистер Хайд» (1941)
- «История монахини» (1959)
- «Пейтон Плейс» (1957)
- «Филадельфийская история» (1940)
- «Место под солнцем» (1951)
- «Ребекка» (1940)
- «Сайонара» (1957)
- «Дух Сент-Луиса» (1957)
- «Тарас Бульба» (1962)

## Фильмография
- «Грабители» (1930)
- «Человек в поисках своего убийцы» (1931)
- «Скамполо» (1932)
- «Императрица и я» (1933)
- «Единственная девушка» (1933)
- «Человек-невидимка» (1933)
- «Приветствия и поцелуи, Вероника» (1933)
- «Лилиом» (1934)
- «Дурная наследственность» (1934)
- «Кризис закончился» (1934)
- «Невеста Франкенштейна» (1935)
- «Флэш Гордон» (сериал) (1936)
- «Ярость» (1936)
- «Когда мы снова полюбим» (1936)
- «Отважные капитаны» (1937)
- «Блистательное путешествие Гордона на Марс» (сериал) (1938)
- «Рождественская песня» (1938)
- «Молодость в сердце» (1938) (2 номинации на Оскар)
- «Время взаймы» (1939)
- «Леди из тропиков» (1939)
- «Приключения Гекльберри Финна» (1939)
- «Флэш Гордон покоряет Вселенную» (сериал) (1940)
- «Ребекка» (1940) (номинация на Оскар)
- «Филадельфийская история» (1940)
- «Подозрение» (1941) (номинация на Оскар)
- «Доктор Джекил и мистер Хайд» (1941) (номинация на Оскар)
- «Ее картонный любовник» (1942)
- «Верная подруга» (1943)
- «Цель — Бирма!» (1945) (номинация на Оскар)
- «Отель Берлин» (1945)
- «Юмореска» (1946) (номинация на Оскар)
- «Дело Парадайна» (1947)
- «Псевдоним Ник Бил» (1949)
- «Фурии» (1950)
- «Темный город» (1950)
- «Он бежал всю дорогу» (1951)
- «Энн из Индии» (1951)
- «Место под солнцем» (1951) (Премия Академии)
- «Телефонный звонок от незнакомца» (1952)
- «Вернитесь, малышка Шеба» (1952)
- Кто-нибудь видел мою девчонку? (1952)
- «Лагерь для военнопленных № 17» (1953)
- «Деметрий и гладиаторы» (1954)
- «Окно во двор» (1954)
- «Серебряная чаша» (1954) (номинация на Оскар)
- «Мистер Робертс» (1955)
- «Преступность на улицах» (1956)
- «Пейтон Плейс» (1957)
- «Дух Сент-Луиса» (1957)
- «Идти тихо, идти глубоко» (1958)
- «История монахини» (1959) (номинация на Оскар)
- «Восход солнца в Кампобелло» (1960)
- «Симаррон» (1960)
- «Возвращение в Пейтон-Плейс» (1961)
- «Большой Банкролл» (1961)
- «Моя гейша» (1962)
- «Приключения молодого Хемингуэя» (1962)
- «Тарас Бульба» (1962) (номинация на Оскар)
- «Налет» (1966) «Дымок из ствола» — эпизоды 11.18 и 11.19

### Избранные концертные произведения
- «Фантазия на темы из оперы „Кармен“» (1946) для скрипки с оркестром
- «Фантазия на темы из оперы „Тристан и Изольда“» для скрипки, фортепиано и оркестра
- «Четыре сцены из детства» (1948) для скрипки и фортепиано (написано для Яши Хейфеца по случаю рождения его сына Джея)
- «Auld Lang Syne Variations» (1947) для скрипки и камерного ансамбля. Варианты: «Eine kleine Nichtmusik», «Moonlight Concerto», «Chaconne is son gout» и «Hommage to Shostakofiev»
- "Песнь Терезина (1964—1965), основанная на стихах детей концентрационного лагеря Терезиенштадт
- «Иисус Навин» (1959), оратория